# فيجوة
الفيجوة (الاسم العلمي: Acca) هي جنس من النباتات تتبع الفصيلة الآسية من رتبة الآسيات.

## أنواع الفيجوة
- فيجوة شائعة
- فيجوة زغباء
- فيجوة كبيرة الخيوط